# Duck and cover
Duck and cover (anglicky skrčit se a přikrýt) je metoda osobní ochrany vůči účinkům jaderného výbuchu, kterou vláda Spojených států učila generace amerických dětí od padesátých let 20. století až do konce Studené války. Tato metoda je měla ochránit při atomovém útoku, o kterém byli včas varování, a také při útoku, který by mohl být neočekávaný. Bylo jim řečeno, že takový útok může přijít kdykoli a bez varování (přestože se systémem včasné výstrahy před balistickými střelami BMEWS a systémem radarových stanic Pinetree Line byl v té době úspěšný a překvapivý útok málo pravděpodobný). Při neočekávaném útoku měli ihned po záblesku se pod něčím schovat, či si lehnout u zdi obličejem k zemi a zakrýt si krk a hlavu oblečením, případně rukama, kdyby jim na to jejich oblečení nestačilo. Informační bulletin Civilní obrany Spojeného království č. 5 z roku 1964 obsahuje podobné instrukce, stejně tak jako série Protect and Survive. Když varování přišlo včas, měli okamžitě zamířit do nejbližšího protiatomového krytu nebo do nejbližší bytelné budovy.
Zastánci této metody tvrdí, že tato bezpečnostní opatření mohla zachránit tisíce životů, protože bez nich by někteří lidé mohli například běžet k oknům, aby našli zdroj záblesku atomové bomby. Rázová vlna, která by následovala po záblesku, by mohla sklo v okně roztříštit a pořezat je.
Podle knihy Hirošima z roku 1946 jeden hirošimský policista přijel do Nagasaki, aby zdejším policistům vysvětlil, že se po záblesku jaderného výbuchu mají skrčit. Díky jeho včasnému varování tak v rázové vlně po výbuchu atomové bomby v Nagasaki nezahynul ani jeden policista, což jim umožnilo lépe zorganizovat humanitární pomoc. Většina místních obyvatel však o rázové vlně po jaderném záblesku nebyla z důvodu neznalosti atomové bomby informována. Mnoho lidí v Hirošimě a Nagasaki zemřelo, když se vydali hledat zdroj oslnivého záblesku na obloze.
Pro lidi uvnitř je typickou zvídavou lidskou reakcí na viděný záblesk snaha objevit jeho zdroj, takže i přesto, že instrukce podobné duck and cover existují již půl století, tržné rány od balistického skla způsobily většinu zranění při výbuchu čeljabinského meteoritu v atmosféře 15. února 2013. Tato přirozená reakce byla také pozorována u lidí v okolí Hirošimy a Nagasaki, a účelem této metody a stejnojmenného filmu je tedy lidi před tímto chováním varovat.
Duck and cover je podobná i metoda Drop, Cover and Hold On (k zemi, přikrýt se a vydržet), která je vyučována v oblastech s častým zemětřesením. Americké školy v oblastech ohrožovaných tornády také pořádají cvičení, při kterých mají děti za úkol se skrčit a přikrýt si hlavu.

## Kulturní odkazy
- německá EBM kapela Eisenfunk zpracovala toto téma ve své skladbě Duck and Cover[7]